# Terra Indígena Quixabá
A Terra Indígena Quixabá, ou Reserva Indígena Quixabá, é uma terra indígena localizada ao norte do estado brasileiro da Bahia. Ocupa uma área de 16 hectares no município de Glória. As terras ainda não foram homologadas. Em 2003 as terras eram habitadas por 126 indígenas da etnia xukuru-kariri.